# Arno Wüstenhöfer
Arno Wüstenhöfer (* 9. Oktober 1920 in Karlsruhe; † 19. Juli 2003 in Wuppertal) war ein deutscher Schauspieler, Regisseur und Intendant.

## Biografie
Wüstenhöfer war der Sohn des Bergwerkdirektors Paul Wüstenhöfer. Nach dem Schulabschluss studierte er fünf Semester Rechtswissenschaften und Germanistik und ließ sich zudem zum Schauspieler ausbilden.

### Intendant in Lübeck
Wüstenhöfer arbeitete von 1946 bis 1959 als freier Schauspieler und Regisseur an verschiedenen Bühnen von Lübeck. Er war von 1959 bis 1964 als Intendant des Lübecker Theaters tätig.

### Generalintendant in Wuppertal
Von 1964 bis 1975 war er Generalintendant der Wuppertaler Bühnen. Unter Wüstenhöfers Leitung hat sich das Wuppertaler Theater zu einer der führenden Bühnen in Deutschland entwickelt.
Zu Wüstenhöfers großen Verdiensten gehört die Förderung von Pina Bausch, die er 1973 als Ballettdirektorin und Chefchoreographin an die Wuppertaler Bühnen holte, woraufhin das Wuppertaler Ballett fortan in Tanztheater Wuppertal Pina Bausch umbenannt wurde. Mit ihrer Berufung legte er den Grundstein für Bauschs internationale Karriere.
Wüstenhöfer wurde zwei Mal zum Berliner Theatertreffen eingeladen, wo er 1968 mit seiner Inszenierung  von Peter Hacks Moritz Tassow und 1972 mit seiner Inszenierung von Frank Wedekinds Schloss Wetterstein teilnahm.
Im Sommer 1976 wurde er zum Leiter des Theaters Basel berufen, lehnte die Stelle jedoch auf Grund von Kürzungen der staatlichen Subventionen ab.

### Generalintendant in Bremen
Von 1978 bis 1985 war er als Nachfolger von Peter Stoltzenberg Generalintendant am Bremer Theater.
Er verpflichtete 1978 die Tänzerin und Choreografin Reinhild Hoffmann und den Tänzer und Choreografen Gerhard Bohner als Direktoren des Bremer Tanztheaters, das sich dadurch weiter entfaltete. Das Theater am Goetheplatz wurde fast ausschließlich für das hochklassige Musiktheater genutzt. In seiner ersten Spielzeit 1978/79 hatte das Schauspiel, das im beengten Kammerspielhaus auftrat, große Erfolge. Zwei Schauspielproduktionen erhielten eine Einladung zum Berliner Theatertreffen. 1979 kürte die Fachzeitschrift Theater heute das Bremer Theater zum Theater des Jahres. 
1980 weigerte sich das Schauspielensemble, weiterhin in den Kammerspielen aufzutreten und forderte eine eigene Direktion mit eigenem Etat. Stattdessen wurde der Etat gekürzt. Ein Rücktrittsangebot von Wüstenhöfer lehnte der zuständige Senator Horst Werner Franke ab; aber es wurde später der Vertrag mit ihm bis 1985 verlängert. 1981 fand eine Demonstration Gegen den Bremer Theatertod statt. Gegen dessen Schließung protestierten auch zahlreiche nationale Theatergrößen, unter anderem Claus Peymann und Bernhard Minetti. Nach der Spielzeit 1980/81 verließen viele Ensemblemitglieder und Regisseure das Theater; die Schauspielsparte lag nahezu brach. 
1981/82 konnten, trotz strikten Sparkurses, bekannte Gastspiele stattfinden. Wüstenhöfer erhielt Spitznamen wie „Sparno“ und „Sir Arno“ für seinen geschickten Sparkurs und für die edle, selbstkritische Art der Leitung. Für die Spielzeit 1982/83 wurde ein neues Schauspielensemble verpflichtet. Im November 1984 fand die Eröffnung des Neuen Schauspielhauses statt, das die Kapazitätsprobleme des Theaters löste; auch ein Erfolg Wüstenhöfers. Er schied aus Altersgründen nach Ende der Spielzeit 1984/85 beim Theater Bremen aus. Ihm folgte Tobias Richter im Amt.
Er war danach für einige Jahre als freier Regisseur und Schauspieler tätig und wohnte weiterhin in Bremen in der Violenstraße Nr. 22. In der Spielzeit 1985/86 inszenierte er am Theater Basel die Oper Eugen Onegin. In der Spielzeit 1987/88 trat er am Theater Bremen, seiner früheren Wirkungsstätte, in einer Neuinszenierung des Musicals My Fair Lady auf; er spielte einen „witzigen, leutselig-skurrilen“ Oberst Pickering. In der Spielzeit 1989/90 inszenierte er am Theater Bremen die deutsche Erstaufführung der Oper Charlotte Corday des italienischen Komponisten Lorenzo Ferrero.
Wüstenhöfer gehörte zu den Gründungsmitgliedern der Else-Lasker-Schüler-Gesellschaft, welche im Herbst 1990 ins Leben gerufen wurde.

## Ehrungen
Wüstenhöfer erhielt 1971 das Bundesverdienstkreuz 1. Klasse.
Er wurde 1973 von der Berliner Dramatiker Union mit dem Silbernen Blatt für seine Verdienste um die Förderung des zeitgenössischen dramatischen Schaffens ausgezeichnet.
Am 8. Juli 1985 wurde ihm die Senatsmedaille für Kunst und Wissenschaft der Freien Hansestadt Bremen verliehen.
Für seine Arbeit als Generalintendant der Wuppertaler Bühnen wurde er 1989 vom damaligen NRW-Ministerpräsidenten Johannes Rau mit dem Professorentitel ausgezeichnet.
Wuppertal hat zu seinen Ehren den Arno-Wüstenhöfer-Weg nach ihm benannt.